# Jayde Riviere
Jayde Riviere, née le 22 janvier 2001, est une joueuse internationale canadienne de soccer qui évolue au poste de défenseure à Manchester United et de l'équipe nationale canadienne.

## Carrière en club

### Début de carrière
Jayde Riviere commence à jouer pour le West Rogue SC à l’âge de quatre ans, et plus tard représente le Markham SC et le programme Ontario REX.

### Whitecaps de Vancouver
En août 2017, Jayde Riviere rejoint le programme Super REX de la Vancouver Whitecaps FC Girls Elite.

## Carrière universitaire
Jayde Riviere s'inscrit ensuite à l'Université du Michigan et y commence ses études en 2019.

## Carrière internationale
En 2016, Jayde Riviere remporte une médaille d'argent lors du championnat de la CONCACAF des moins de 15 ans, et représente le Canada lors de la Coupe du monde féminine des moins de 17 ans en Jordanie.
Le 12 novembre 2017, elle fait ses débuts internationaux lors d'une défaite 3-1 face aux États-Unis. Le 25 mai 2019, elle est sélectionnée pour faire partie de l'équipe canadienne qui participe à la Coupe du monde féminine 2019 organisée en France.

## Palmarès

### En club
Manchester United
- Vainqueur de la Coupe d'Angleterre en 2024.

### En équipe nationale
Équipe du Canada :
- Médaille d'or aux Jeux olympiques de Tokyo 2020.